# Милорад Павић
Милорад Павић (Београд, 15. октобар 1929 — Београд, 30. новембар 2009) био је српски књижевник, преводилац, историчар књижевности, универзитетски професор и академик.
Павић је био прозни писац, песник, драмски писац, историчар српске књижевности 17−19. века, стручњак за барок и симболизам, преводилац Пушкина и Бајрона, декан Филозофског факултета у Новом Саду, професор универзитета и академик САНУ. До данас Павићева дела имају преко 80 превода у засебним књигама на различите језике широм света. Од стране стручњака из Европе, САД и Бразила, Милорад Павић је номинован за Нобелову награду за књижевност.

## Биографија
Његов отац је био сликар и вајар и радио је у просвети, као и Павићева мајка. Сам Павић је наводио да је један његов предак објавио збирку песама у Будиму 1766.
Милорад Павић дипломирао је 1954. на Универзитету у Београду, на тадашњем (старом) Философском факултету, на групи за југословенску књижевност. Докторирао 1966. на Филозофском факултету у Загребу, са темом „Војислав Илић и европско песништво“.
На почетку своје књижевничке и професорске каријере, Павић је објавио књигу песама „Палимпсести“ 1967. године, па „Историју српске књижевности барокног доба“ 1970, затим „Војислав Илић и европско песништво“ 1971. године. Другу књигу песама „Месечев камен“ објављује 1971, а прву збирку прича „Гвоздена завеса“ 1973. Следе књиге прича: „Коњи светога Марка“ (1976), „Руски хрт“ (1979), „Нове београдске приче“ (1981), „Душе се купају последњи пут“ (1982).
У периоду од 1974. био је ванредни, а од 1977. до 1990. био је професор Филозофског факултета Универзитета у Новом Саду, а у периоду 1977-79. био је декан. До пензионисања 1993. радио је на Филозофском факултету у Београду, на Одељењу за историју.
Павић је домаћу и светску славу стекао романом „Хазарски речник“ који је објавио 1984. године. Овај својеврсни лексикон у 100.000 речи критичари и публика брзо су прогласили незаобилазним штивом новога века. Многи критичари забележили су да је Павић писац чудесне имагинације и предводник европске постмодерне. У другом роману „Предео сликан чајем“ (1988) аутор нуди узбудљиво дело за љубитеље укрштених речи. Године 1991. објављује трећи роман „Унутрашња страна ветра“, па „Последњу љубав у Цариграду“ (приручник за гатање) 1994.
Поред овог квартета романа који су кључни за сагледавање свестраног Павићевог стваралаштва, појављује се „Шешир од рибље коже“ (љубавна прича) 1996, „Стаклени пуж“ (приче са Интернета) 1998, „Кутија за писање“ 1999, и романи „Звездани плашт“ (астролошки водич за неупућене) 2000 и „Уникат“ 2004. године.
Године 2005. објавио је комедију Свадба у купатилу.
Преминуо је у Београду 30. новембра 2009. од последица инфаркта. Сахрањен је у четвртак 3. децембра у Алеји великана на Новом гробљу у Београду. Опело су служили епископи шабачки Лаврентије и хвостански Атанасије. У име Српске академије наука и уметности од њега се поздравним говором опростио потпредседник Никола Тасић, а у име Крунског савета и Одељења за језик и књижевност САНУ Светлана Велмар-Јанковић.
Према речима аутора Часлава Ђорђевића, Павић је европски Борхес јер у својим делима – уносећи у њих научно и фантастично – обликује прозне форме и уметничке светове који не престају да збуњују и плене читаоце свуда у свету.
Милорад Павић је Београду 1992. завештао све своје рукописе, књиге, библиотеку, и то постоји као легат у стану у ком је живео у Београду. У Народној библиотеци Србије је његов легат први пут представљен јавности августа 2013. године. Легат породице Павић који укључује и део заоставштине његових родитеља Зденка и Вере Павић налази се у „Адлигату”.
Спомен плоча са његовим ликом откривена је 21. фебруара 2011. на Филозофском факултету у Новом Саду.

## Лични живот
Био је ожењен Бранком Павић Баста, историчарком уметности, од 1957. до 1992, са којом је добио сина Ивана и ћерку Јелену. Од ћерке Јелене има унуку Теодору. Од 1992. је био у браку са Јасмином Михајловић, која је писац и књижевни критичар.

## Награде и признања
Академик Милорад Павић био је добитник више књижевних награда: 
- Награда „Ђорђе Јовановић”, за књигу Историја књижевности барокног доба, 1971.
- НИН-ова награда, за роман Хазарски речник, 1985.
- Награда „Меша Селимовић”, за роман Предео сликан чајем, 1988.
- Награда АВНОЈ-а, 1989.
- Седмојулска награда, 1989.
- Награда Народне библиотеке Србије за најчитанију књигу године, за роман Предео сликан чајем, 1990.
- Октобарска награда Града Београда, за целокупан књижени опус, 1992.
- Награда „Борисав Станковић”, за роман Унутрашња страна ветра, 1992.
- Награда „Златни беочуг”, за животно дело, 1992.
- Награда „Стефан Митров Љубиша”, 1994.
- Кочићева награда, 1994.
- Просветина награда, за роман Последња љубав у Цариграду, 1994.
- Награда „Лаза Костић”, за роман Последња љубав у Цариграду, 1995.
- Награда „Феликс Ромулијана”, 1995.
- Изузетна Вукова награда, 1996.
- Награда Задужбине Јакова Игњатовића, за животно дело, 1997.
- Награда „Рачанска повеља”, за укупно стваралаштво, 1997.
- Награда „Деретина књига године”, за роман Звездани плашт, 1998.
- Награда „Нушићев штап”, за целокупно стваралаштво, 1999.
- Награда „Душан Васиљев”, за приповедачки опус, 2000.
- Андрићева награда, за циклус приповедака Приче са савске падине, 2001.
- Награда „Беловодска розета”, 2004.
- Високо признање „Достојевски”, 2004.
- Награда „Кочићева књига” Задужбине „Петар Кочић”, 2007.
- Почасни доктор Софијског универзитета[8]
- Председник Српско–украјинског друштва
- Члан Европског удружења за културу, члан Српског ПЕН центра, члан Крунског савета.[9]

## Дела
1. Палимпсести, песме, Београд 1967, 63 стр.[1]
2. Историја српске књижевности барокног доба, научна студија, Београд 1970, 527 стр.
3. Месечев камен, песме, Београд 1971, 118 стр.
4. Војислав Илић и европско песништво, Нови Сад 1971, 367 стр.
5. Гаврил Стефановић Венцловић, научна студија, Београд 1972, 326 стр.
6. Војислав Илић, његово време и дело, научна студија, Београд 1972, 346 стр.
7. Гвоздена завеса, приче, Нови Сад 1973, 222 стр.
8. Језичко памћење и песнички облик, огледи, Нови Сад 1976, 429 стр.
9. Коњи светога Марка, приче, Београд 1976, 159 стр.
10. Историја српске књижевности класицизма и предромантизма, научна студија, Београд 1979, 572 стр.
11. Руски хрт, приче, Београд 1979, 215 стр.
12. Нове београдске приче, Београд 1981, 360 стр.
13. Душе се купају последњи пут, Нови Сад 1982, 145 стр.
14. Рађање нове српске књижевности, научна студија, Београд 1983, 631 стр.
15. Хазарски речник. Роман-лексикон у 100.000 речи, Београд 1984, 242 стр.
16. Историја, сталеж и стил, огледи, Нови Сад 1985, 281 стр.
17. Предео сликан чајем. Роман за љубитеље укрштених речи, Београд, 1988, 375 (525) стр.
18. Изврнута рукавица, приче, Нови Сад 1989, 180 стр.
19. Кратка историја Београда / A Short History of Belgrade, Београд 1990, 68 стр.
20. Унутрашња страна ветра или роман о Хери и Леандру, Београд 1991, 115+98 стр.
21. Историја српске књижевности 2, 3, 4. (Барок, Класицизам, Предромантизам), научна студија, Београд, 1991, 225 + 181 + 181 стр.
22. Заувек и дан више, позоришни јеловник, драма, Београд 1993, 134 стр.
23. Последња љубав у Цариграду. Приручник за гатање, Београд 1994, 195 стр.
24. Шешир од рибље коже. Љубавна прича, Београд 1996, 80 стр.
25. Стаклени пуж. Приче са Интернета, Београд, 1998, 154 + 12 стр.
26. Милорад Павић, Јасмина Михајловић. Две которске приче, Београд, „Дерета“, 1998, 52 + 71 стр.
27. Глинена армија, Београд, „Интерпрес“, 1999. (Библиографско издање)
28. Кутија за писање, Београд, „Дерета“, 1999, 171 стр.
29. Звездани плашт. Астролошки водич за неупућене, Београд, „Дерета“, 2000, 186 стр.
30. Страшне љубавне приче, изабране и нове. „Плато“, Београд, 2001, 215 стр.
31. Врата сна и друге приче. „Дерета“, Београд, 2002, 196 стр.
32. Прича о трави и друге приче. „Дерета“, Београд, 2002, 187 стр.
33. Девет киша и друге приче. „Дерета“, Београд, 2002, 202 стр.
34. Царски рез и друге приче. „Дерета“, Београд, 2002, 266 стр.
35. Седам смртних грехова. „Плато“, Београд, 2002, 173 стр.
36. Две интерактивне драме – Кревет за троје, Стаклени пуж. „Дерета“, Београд, 2002, 150 стр.
37. Две лепезе из Галате – Стаклени пуж и друге приче. „Дерета“, Београд, 2003, 167 стр.
38. Невидљиво огледало – Шарени хлеб (роман за децу и остале). „Дерета“, Београд, 2003, 84 + 70 стр.
39. Уникат. „Дерета“, Београд, 2004, 170 стр.
40. Плава свеска. „Дерета“, Београд, 2004, 118 стр.
41. Интерактивне драме: Заувек и дан више; Кревет за троје; Стаклени пуж. „Дерета“, Београд, 2004, 274 стр.
42. Јасмина Михајловић, Милорад Павић – Љубавни роман у две приче. „Чигоја“, Београд, 2004, 63 стр.
43. Прича која је убила Емилију Кнор. (на српском и енглеском) „Дерета“, Београд, 2005, 44 + 50 стр.
44. Роман као држава и други огледи. „Плато“, Београд, 2005, 176 стр.
45. Свадба у купатилу – Весела игра у седам слика. „Дерета“, Београд, 2005, 104 стр.
46. Друго тело. „Дерета“, Београд, 2006, 310 стр.
47. Позориште од хартије, приче. Завод за уџбенике, Београд, 2007, 240 стр.
48. Друго тело (ново допуњено издање романа). „Euro Giunti“, Београд, 2008, 292 стр.
49. Све приче. Завод за уџбенике, Београд, 2008, 450 стр.
50. Вештачки младеж. Три кратка нелинеарна романа о љубави. Матица српска, Нови Сад, 2009, 157 стр.

### Преводи
1. Александар Пушкин Полтава (препев спева Милорад Павић – „Младост“, Београд 1949)
2. Александар Пушкин Полтава (препевао Милорад Павић – Београд, „Ново Покољење“,1952)
3. У. Сананг: „Чичкови пупољци“ (НИН, 9. 1. 1995)
4. Зеги: „Песме Делте“ (НИН, 9. 1. 1995)
5. Мун Бим: „Месечина на Менделејском дворцу“ (НИН, 12. 6. 1995)
6. Леон Дамас: „Ивице, Сећања“ (НИН, 2. 10. 1995)
7. Бријер Жан: „Када смо се растали“ (НИН, 30. 10. 1995)
8. Паул Нигер: „Месец“ (НИН, 30. 10. 1955, V, бр. 252.)
9. Александар Пушкин: Евгеније Оњегин (препев и предговор)
10. Александар Пушкин: Евгеније Оњегин
11. Александар Пушкин Село и друге песме
12. Александар Пушкин Драме, поеме, песме
13. Џорџ Гордон Бајрон: Изабрана дела: - Драмске поеме, спевови и песме
14. Александар Пушкин Борис Годунов, мале трагедије, бајке – коаутор
15. Чарлс Симић: „Пиле без главе“
16. Александар Пушкин „Песма о Црном Ђорђу“ (одломак)
17. Џорџ Гордон Бајрон: „Манфред“ (одломак)

## Адаптације Павићевих дела

### Филм и телевизија
- Црвена краљица (играни ТВ филм), режија Мирослав Међимурец, Србија, 1981.
- Византијско плаво (играни филм), режија Драган Маринковић, Србија, 1993.
- (кратки, анимација), Марибел Мартинез Галиндо (Maribel Martinez Galindo), Мексико, 2008.
- Стеклянная лампа (играни филм), режија Николај Чепуришкин (Николай Чепурышкин), Русија, 2009.

### Стрип
- Трећи аргумент, сценариста Зоран Стефановић, цртач Зоран Туцић, „Бата“ — „Орбис“, Београд-Лимасол, 1995; серијализован и у Heavy Metal Magazine, Њујорк, 1998-2000.

### Музика
- „“, камерно дело данског композитора Могенса Кристенсена (Mogens Christensen), 1991, 8′, по Хазарском речнику
- “, камерно дело М. Кристенсена, 1992, 11′, исто
- „“, соло композиција М. Кристенсена 1991-1993, 14′, исто
- „Ай, волна“ - песма руске групе „Мељница“ („Мельница“) је адаптација Павићеве приче „Дуга ноћна пловидба“. Музика О. Лишина и Наталија О`Шеј (Хелависа), речи Н. О`Шеј. Албум Зов крови, 2006.
- „Молитва Рачана“, духовни концерт за мешовити хор и гудаче Светислава Божића, на стихове Гаврила Стефановића Венцловића и Милорада Павића. Премијерно извођено 2006. године у Санкт Петербургу, Русија, са оркестром и хором Капеле „Глинка“ и диригентом Владиславом Чернушенком.

## Књиге о Павићу
1. Михајловић, Јасмина. Прилог за библиографију Милорада Павића, Београд, Просвета, 1991. pp. 231–305.
2. Кратка историја једне књиге; избор написа о роману лексикону у 100.000 реци „Хазарски речник“ од Милорада Павића
3. Делић, Јован. Хазарска призма. Тумачење прозе Милорада Павића, Београд – Просвета, Досије; Титоград – Октоих
4. Михајловић, Јасмина. Прича о души и телу. Слојеви и значења у прози Милорада Павића, Београд, Просвета, 1992, 191 стр.
5. Михајловић, Јасмина. Биографија и библиографија Милорада Павића, Београд, Г
6. Савремена српска проза 5: Павић и постмодерна, Трстеник, 1993 (1994″). (Миодраг Радовић, Зоран Глушчевић...)
7. Михајловић, Јасмина. Био-библиографија Милорада Павића, (засебно и као део књиге Анахорет у Њујорку у оквиру Сабраних дела)
8. Пијановић, Петар, Павић, Београд, „Филип Вишњић“, 1998, 407 стр.
9. Васић, Смиљка, Полазне основе новије српске прозе. Књ. 2. Хазарски речник Милорада Павића – фреквенцијски речник
10. Бабић, Сава, Милорад Павић мора причати приче, Београд, „Stylos“, 2000, 191 стр.
11. Поповић, Радован, Први писац трећег миленија: Животопис Милорада Павића, Београд, Дерета, 2002, 233 стр.

### Књиге разговора
1. Милош Јевтић. Разговори са Павићем, Београд, „Научна књига“, 1990, 128 стр.
2. Ана Шомло. Хазари, или обнова византијског романа: Разговори са Милорадом Павићем, Београд, БИГЗ, „Народна књига“, 1990, 189 стр.
3. Лалас Танасис. Милорад Павић, Солун, 1997, 1-30 стр.